# Naturlandschaft
Naturlandschaft bezeichnet als Gegensatz zum komplementären Begriff „Kulturlandschaft“ im strengsten Sinn eine Landschaft, die in ihren Bestandteilen (Flora, Fauna und anorganische Elemente) und ihrem Erscheinungsbild dem unbeeinflussten Naturzustand entspricht. Sie ist demnach „nicht“ durch den Menschen beeinflusst. Diese Landschaft kann sich mitsamt ihren belebten Bestandteilen (Biozönosen) im Rahmen der natürlichen Sukzession entwickeln. 
Da vom Menschen emittierte Gase und Stäube weltweit selbst in der unbewohnbaren Anökumene nachweisbar sind, ist heute keine „echte“ Naturlandschaft mehr existent. Daher wird der Begriff zumeist als Synonym zum populäreren Begriff Wildnis verwendet, der auch geringfügig durch den Menschen beeinflusste Gebiete oder historische Kulturlandschaften mit einbezieht.